# 米尔河 (巴伐利亚施瓦察赫河支流)
49°29′51″N 12°38′28″E / 49.49750°N 12.64124°E

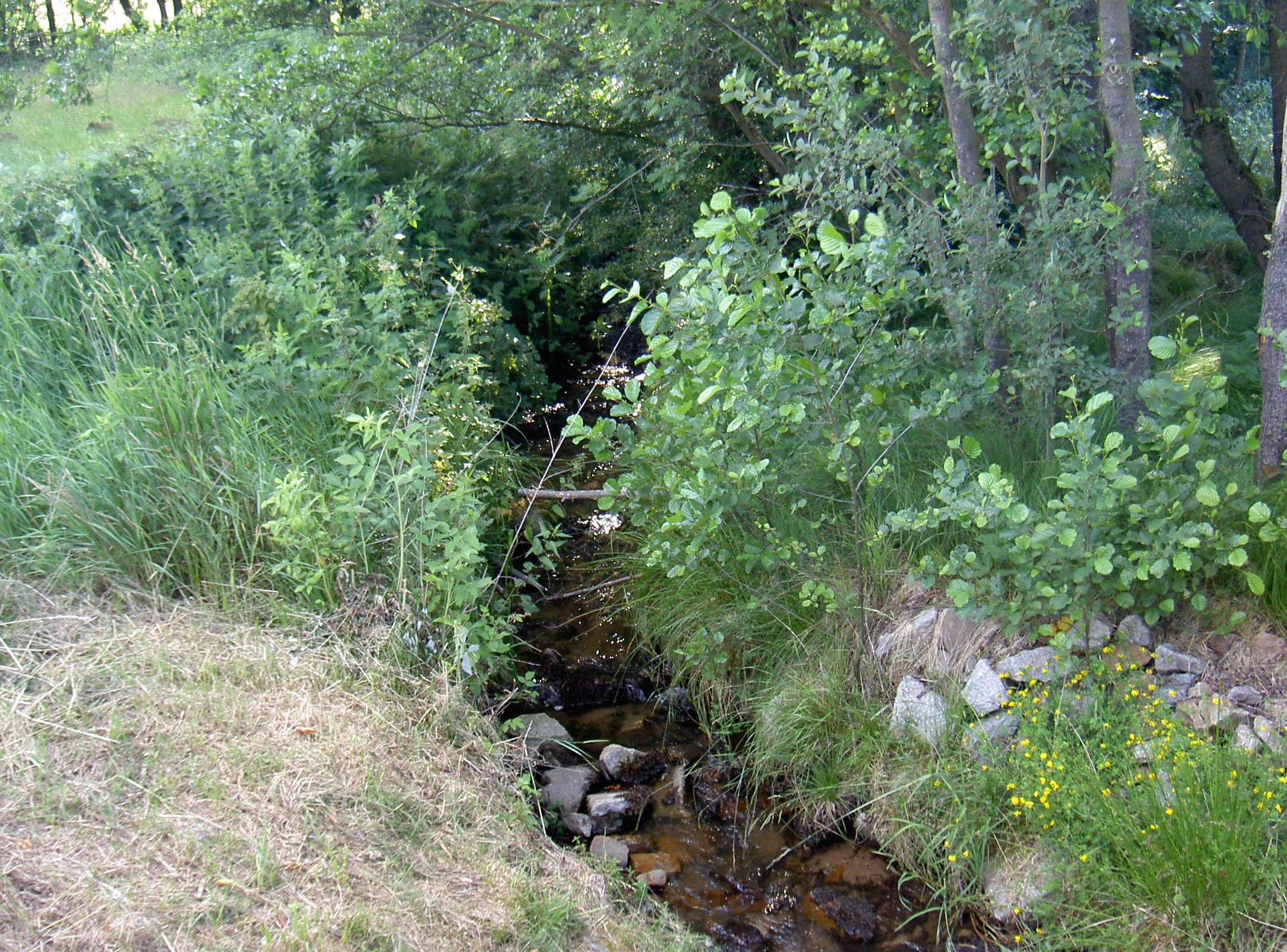

米爾河（德語：Mühlbach）是德國的河流，位於該國東南部，由巴伐利亞負責管轄，屬於巴伐利亚施瓦察赫河的右支流，河道全長1.3公里，流域面積3.4平方公里，發源自施塔德萊恩東南面。